# Andriej Sniesariew
Andriej Jewgienjewicz Sniesariew (ros. Андре́й Евге́ньевич Сне́сарев, ur. 1 grudnia?/13 grudnia 1865 w guberni woroneskiej, zm. 4 grudnia 1937 w Moskwie) – rosyjski i radziecki wojskowy, generał porucznik, komendant Akademii Wojskowej im. Frunzego (1919–1921).

## Życiorys
W 1888 ukończył studia na Wydziale Fizyczno-Matematycznym Uniwersytetu Moskiewskiego, od 26 sierpnia 1887 służył w rosyjskiej armii, 1889 skończył kurs Moskiewskiej Szkoły Junkrów. Od 10 sierpnia 1889 podporucznik, od 9 sierpnia 1892 porucznik, 1899 ukończył Nikołajewską Akademię Sztabu Generalnego, po czym 2 czerwca 1899 został sztabskapitanem. Służył w Kijowskim Okręgu Wojskowym, 1899-1900 delegowany do Indii, od 21 sierpnia 1900 do 27 października 1904 ober-oficer do zleceń przy sztabie Turkiestańskiego Okręgu Wojskowego, uczestniczył w wojskowo-topograficznym opisaniu Środkowego Wschodu - odbył podróże do Afganistanu, Tybetu i Kaszgarii, 1 kwietnia 1901 mianowany kapitanem, od 28 maja 1902 do 28 października 1903 dowódca oddziału pamirskiego. Od 27 października 1904 do 25 czerwca 1905 stołonaczelnik Sztabu Generalnego, od 25 czerwca 1905 do 1 maja 1906 stołonaczelnik Głównego Zarządu Sztabu Generalnego (GUGSZ), od 1 maja 1906 do 14 listopada 1908 pomocnik referenta GUGSZ, od 6 grudnia 1906 podpułkownik. Od 14 listopada 1908 do 12 września 1910 referent GUGSZ, jednocześnie wykładowca geografii wojskowej w uczelniach junkierskich, od 6 grudnia 1908 pułkownik. Od 4 maja do 3 września 1909 dowódca batalionu 3 Finlandzkiego Pułku Piechoty, od 12 września 1910 szef sztabu 2 Dywizji Swodno-Kozackiej, uczestnik I wojny światowej, od 30 grudnia 1914 do 28 stycznia 1916 dowódca 133 Symferopolskiego Pułku Piechoty, od 23 grudnia 1915 generał major, 1916 czasowo dowodził brygadą 34 Dywizji Piechoty, 1916-1917 szef sztabu 12 Dywizji Piechoty, jednocześnie tymczasowy dowódca 64 Dywizji Piechoty.
Od 1 marca do 12 kwietnia 1917 szef sztabu 12 Korpusu Armijnego, dowódca 159 Dywizji Piechoty, od 9 września 1917 dowódca 9 Korpusu Armijnego, 12 października 1917 mianowany generałem porucznikiem, wiosną 1918 wstąpił do Armii Czerwonej, od 4 maja do 23 września 1918 dowódca Północnokaukaskiego Okręgu Wojskowego. Od sierpnia 1918 dowódca Zachodniej Armii/16 Armii, od sierpnia 1919 do lipca 1921 komendant Akademii Wojskowej im. Michaiła Frunzego. Od 15 lipca 1919 do 7 sierpnia 1920 członek Sztabu Generalnego Armii Czerwonej, od lipca 1921 profesor, od 1 stycznia 1922 główny zarządca oddziału wschodniego Akademii Wojskowej, w 1923 pomocnik szefa działu statystycznego Wydziału Ustawodawczego Kierowania Sprawami Rewolucyjnej Wojskowej Rady Republiki, od 1924 wykładowca, potem starszy wykładowca Akademii Sił Wojskowo-Powietrznych, od 1927 wojskowy zarządca Instytutu Orientalistyki. W 1928 uhonorowany tytułem Bohatera Pracy, 27 stycznia 1930 aresztowany, oskarżony o założenie i kierowanie podziemną organizacją kontrrewolucyjną „Rosyjski Związek Narodowy” i 13 sierpnia 1930 skazany na śmierć, 13 stycznia 1931 karę zamieniono na 10 lat łagrów. W 1932 zwolniony ze względu na stan zdrowia, zmarł w moskiewskim szpitalu.
Znał 14 języków obcych, m.in. angielski, francuski, niemiecki, hindi, urdu, paszto i uzbecki.

## Odznaczenia
- Order Świętego Jerzego III klasy (15 czerwca 1917)
- Order Świętego Jerzego IV klasy (10 czerwca 1916)
- Order Świętego Włodzimierza III klasy z Mieczami (5 grudnia 1914)
- Order Świętego Włodzimierza IV klasy (10 maja 1912)
- Order Świętej Anny I klasy (11 marca 1917)
- Order Świętej Anny II klasy (1908)
- Order Świętego Stanisława I klasy z Mieczami (10 grudnia 1916)
- Order Świętego Stanisława II klasy (1905)
- Order Świętego Stanisława III klasy (1901)
- Złota szabla „Za dzielność” (24 lutego 1915)
- Tytuł „Bohater Pracy” (1928)

## Źródła
- http://www.grwar.ru/persons/persons.html?id=429 (ros.)
- https://web.archive.org/web/20150201211232/http://a-e-snesarev.ru/biografiya.html (ros.)